# هیگاشی-کو، ساکای

بخش هیگاشی در ساکای

بخش هیگاشی (به ژاپنی: 東区 Higashi-ku) یکی از مناطق شهر ساکای در استان اوساکا در ژاپن است.